# Romuald Muklewicz
Romuald Muklewicz pseud. Mars (ur. 7 grudnia 1890 w Supraślu, zm. 10 lutego 1938 w  miejscu egzekucji Kommunarka) – radziecki działacz rewolucyjny i wojskowy pochodzenia polskiego, w latach 1926–1931 dowódca Marynarki Wojennej ZSRR, członek Wojskowej Rady Rewolucyjnej ZSRR w latach 1926–1933, członek Centralnego Komitetu Wykonawczego (CIK) ZSRR i KC Komsomołu, zastępca członka KC Komunistycznej Partii Litwy,  uczestnik I wojny światowej, rewolucji październikowej i wojny domowej w Rosji.

## Życiorys
Syn włókniarza Adama i Marianny Kalenda, skończył szkołę ludową, 1904–1909 pracował w białostockiej fabryce włókienniczej. Od czerwca 1906 członek Socjaldemokratycznej Partii Litwy, 1907–1909 sekretarz jej Komitetu Białostockiego. Sekretarz związku włókniarzy. Od 1909 w Łodzi, działacz PPS-Lewicy, od grudnia 1911 sekretarz jej Okręgowego Komitetu Robotniczego (OKR). W X 1912 powołany do armii carskiej, służył nad Morzem Czarnym i w Piotrogrodzie, w 1915 skończył szkołę motorzystów okrętowych w Kronsztadzie ze stopniem podoficerskim. W styczniu 1916 współorganizował strajk w piotrogrodzkich zakładach zbrojeniowych.
Po rewolucji lutowej i obaleniu caratu został przewodniczącym komitetu żołnierskiego szkoły motorzystów. V 1917-III 1918 członek Piotrogrodzkiej Rady Delegatów Robotniczych i Żołnierskich. Wstąpił do RKP(b). Uczestnik I Zjazdu Związku Wojskowych Polaków w Piotrogrodzie w czerwcu 1917 jako przedstawiciel PPS-Lewicy. Brał udział w zajęciu Pałacu Zimowego wraz z marynarzami Floty Bałtyckiej, a następnie 11 grudnia 1917 w stłumieniu powstania junkrów w Piotrogrodzie. 1 grudnia 1917-III 1918 sekretarz Wydziału Demobilizacyjnego Komisariatu Polskiego przy Ludowym Komisariacie do spraw Narodowości. W marcu 1918 był organizatorem kursów instruktorskich polskich komunistycznych formacji wojskowych. W sierpniu 1918 został komisarzem specjalnym oddziału granicznego w Toroszyno w guberni pskowskiej. Od 16 stycznia 1919 kierownik Wydziału Werbunkowego Wojskowej Rady Rewolucyjnej Zachodniej Dywizji Strzelców. 29 stycznia 1919 został zastępcą członka Centralnego Komitetu Wykonawczego (CKW) grup KPRP w Rosji; współpracował z jego pismem „Młot”. II-IV 1919 członek Komitetu Wileńskiego Komunistycznej Partii Litwy i Białorusi. Szef sztabu Święciańskiej Grupy Armii Zachodniej, następnie (VII-X 1919) komisarz wojskowy guberni mińskiej i komisarz sztabu 16 Armii. Uczestnik VII, VIII i IX Ogólnorosyjskiego Zjazdu Rad (grudzień 1919, grudzień 1920 i grudzień 1921). 1921–1922 członek Wszechrosyjskiego CKW RFSRR. 2 lutego 1920 podpisał oświadczenie komunistów polskich w RFSRR określające ich stosunek do wojny polsko-bolszewickiej. Od wiosny 1920 komisarz sztabu Frontu Zachodniego Armii Czerwonej, a po zajęciu Wilna przez Armię Czerwoną przewodniczący (14 lipca-27 sierpnia 1920) Wileńskiego Komitetu Rewolucyjnego.
Od początku 1921 zastępca członka KC Komunistycznej Partii Litwy i członek jej Biura Zagranicznego. Jako przedstawiciel tej partii uczestniczył w III Kongresie Międzynarodówki Komunistycznej (MK) w Moskwie w czerwcu-lipcu 1921. 1921–1922 członek Wojskowej Rady Rewolucyjnej Frontu Zachodniego. 1922–1925 komisarz, potem zastępca komendanta Akademii Wojskowej im. Frunzego. 1925–1926 zastępca dowódcy lotnictwa wojskowego i zastępca przewodniczącego Rady Lotnictwa Cywilnego.
23 sierpnia 1926 -24 maja 1931 dowódca Marynarki Wojennej ZSRR. Od 1928 członek KC Komsomołu. We wrześniu 1931 został inspektorem Marynarki Wojennej. 23 sierpnia 1926-31 grudnia 1933 członek Wojskowej Rady Rewolucyjnej ZSRR, następnie szef Głównego Zarządu Budowy Okrętów Komisariatu Ludowego Przemysłu Ciężkiego ZSRR. Brał udział w IV Kongresie MK w listopadzie-grudniu 1922 w Moskwie oraz w XI, XV, XVI i XVII Zjeździe RKP(b) (marzec-kwiecień 1922, grudzień 1927, czerwiec-sierpień 1930 i styczeń-luty 1934) oraz w XVI Konferencji WKP(b) (kwiecień 1929). 1925–1932 członek CKW ZSRR.
Podczas wielkiej czystki 28 maja 1937 został aresztowany przez NKWD, oskarżony o szpiegostwo i 8 lutego 1938 skazany na śmierć przez Kolegium Wojskowe Sądu Najwyższego ZSRR; stracony 10 lutego 1938 w miejscu egzekucji Kommunarka pod Moskwą. 
26 maja 1956 zrehabilitowany postanowieniem Kolegium Wojskowego SN ZSRR.
Był żonaty z działaczką komunistyczną Anną Chochkową, z którą miał córkę Irinę.

## Odznaczenia
- Order Czerwonego Sztandaru (1928).